# Coupe du Maroc de football 1986-1987
 (avril 2024).
Si vous disposez d'ouvrages ou d'articles de référence ou si vous connaissez des sites web de qualité traitant du thème abordé ici, merci de compléter l'article en donnant les références utiles à sa vérifiabilité et en les liant à la section « Notes et références ».
Navigation
Édition précédente Édition suivante
La saison 1986-1987 de la Coupe du Trône est la trente-et-unième édition de la compétition. 
Le Kawkab de Marrakech remporte la coupe au détriment de la Renaissance de Berkane sur le score de 4-0 au cours d'une finale jouée dans le Stade Mohamed V à Casablanca. Le Kawkab de Marrakech remporte ainsi cette compétition pour la quatrième fois de son histoire.

## Déroulement

### Huitièmes de finale
| Équipe 1                        | Équipe 2                  | Résultat |
| Union de Touarga                | Mouloudia Club d'Oujda    | 1 - 2    |
| Rachad Bernoussi                | Renaissance de Berkane    | 2 - 3    |
| Hilal de Nador                  | Union de Sidi Kacem       | 3 - 4    |
| Union islamique sportif d'Oujda | Fath Union Sport de Rabat | 3 - 1    |
| ASFA                            | FAR de Rabat              | 0 - 2    |
| Chabab Mohammédia               | Raja de Beni Mellal       | 3 - 0    |
| Renaissance de Settat           | AS Salé                   | 1 - 0    |
| Kawkab de Marrakech             | Hassania d'Agadir         | 3 - 0    |

### Quarts de finale
| Équipe 1                        | Équipe 2               | Résultat |
| Union islamique sportif d'Oujda | Union de Sidi Kacem    | 1 - 0    |
| Chabab Mohammédia               | FAR de Rabat           | 0 - 1    |
| Renaissance de Settat           | Renaissance de Berkane | 0 - 3    |
| Kawkab de Marrakech             | Mouloudia Club d'Oujda | 1 - 0    |

### Demi-finales
| Équipe 1                        | Équipe 2               | Résultat            |
| Union islamique sportif d'Oujda | Renaissance de Berkane | 1 - 2               |
| Kawkab de Marrakech             | FAR de Rabat           | 0 - 0 8 - 7 (t.a.b) |

### Finale
La finale oppose les vainqueurs des demi-finales, le Kawkab de Marrakech face à la Renaissance de Berkane, le 7 septembre 1987 au Stade Mohamed V à Casablanca.
| Coupe du Trône : Finale 1987 | Kawkab de Marrakech | 4 - 0 | Renaissance de Berkane | Stade Mohamed V, Casablanca |                            |
| 7 septembre 1987             |                     |       |                        | Arbitrage : Hassan Najachi  | Arbitrage : Hassan Najachi |
| 7 septembre 1987             |                     |       |                        | Arbitrage : Hassan Najachi  | Arbitrage : Hassan Najachi |